# میلاد عظیمی
میلاد عظیمی (زادهٔ ۱۳۵۷) استادیار دانشگاه و نویسندهٔ ایرانی است. او دانش‌آموختهٔ دکتری زبان و ادبیات فارسی از دانشگاه تهران، استادیار زبان و ادبیات فارسی و عضو هیئت علمی این دانشگاه است. عظیمی در سال ۱۳۹۷ برای نگارش کتابشناسی موضوعی – تاریخی از چاپکرده‌ها و نوشته‌های ایرج افشار (منتشر شده در سال‌های ۱۳۹۵–۱۳۲۳) برندهٔ جایزهٔ سی و ششمین دورهٔ جایزهٔ کتاب سال جمهوری اسلامی ایران در بخش کلیات شد.